# スロヴェネ族
スロヴェネ族（ロシア語: Словене、ウクライナ語: словіни、ベラルーシ語: Славене）は第一千年紀の後半に、東スラヴ民族の中で最も北に定住した一部族である。その居住領域はイリメニ湖周辺やモロガ川の上流域である。

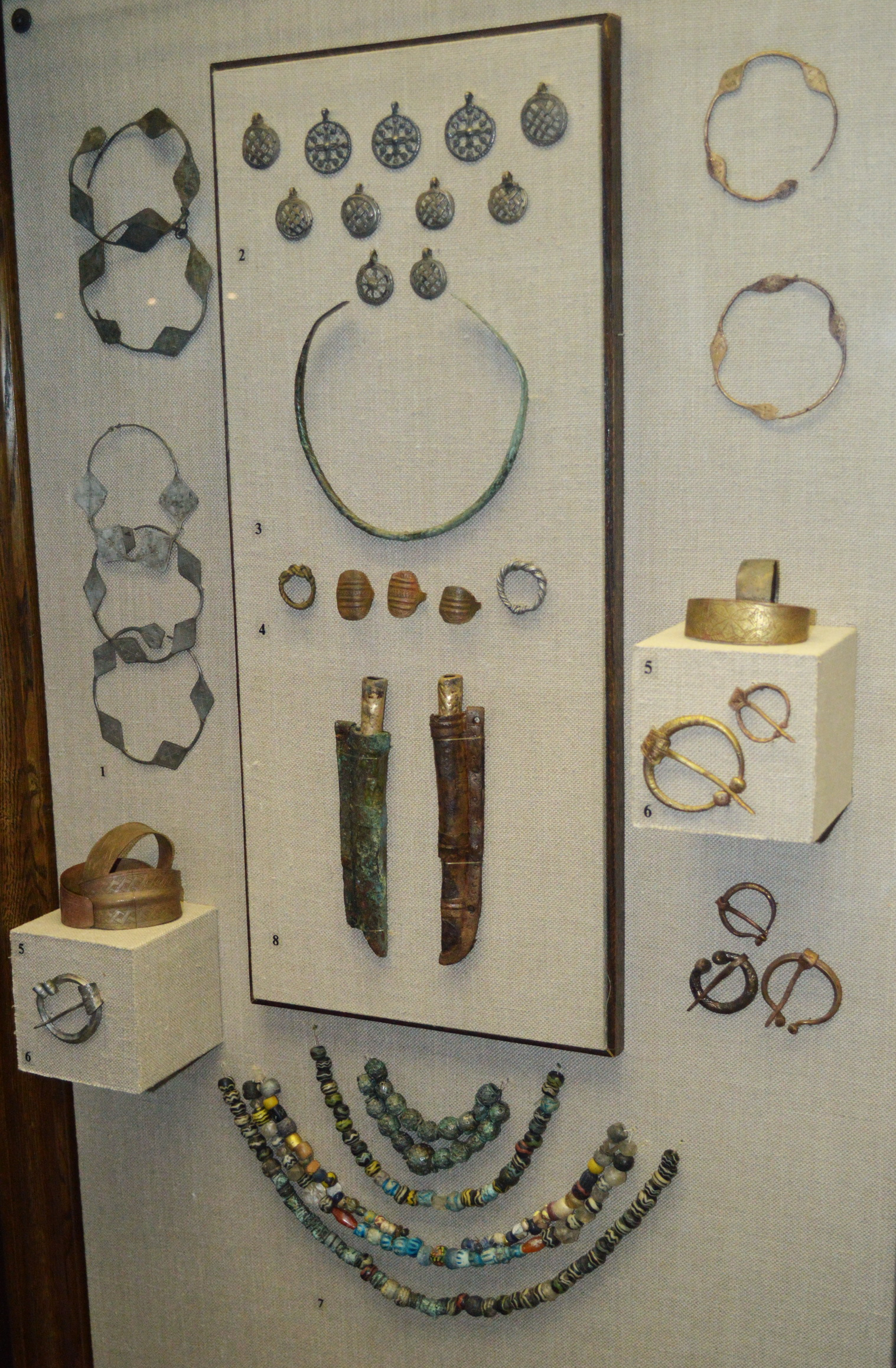
Jewellery of Novgorod Slovenes

## 歴史

### 伝承
9世紀までのスロヴェネ族については伝説が残されているのみである。初期のスロヴェネ族とその公（クニャージ）に関する伝説（15世紀末から17世紀にかけて収録）のうち、『スロヴェネとルスとスロヴェネの都市の伝説(ru)』（17世紀前半に収録）の中では、スロヴェネ族とその公のルス(ru)は、紀元元年よりずっと前にスロヴェンスク（あるいはノヴゴロド）とルーサを建設したという。
『イオアキム年代記(ru)』によれば、スロヴェネの公は、スロヴェネ族の首都である、とある偉大な都市を造ったという。そしてその政権は、伝説的な公・ヴァンダル(ru)の子孫10世代に渡って、9世紀まで継承されていったという。ヴァンダルの3人の息子・イズボル(ru)、ウラジーミル(ru)、ストルポスビャト(ru)はそれぞれ都市を領有し、その3つの都市は、彼らに敬意を表してイズボルスク、ウラジーミル、ストルポスビャトフと呼ばれたという。また、9世紀前半にはブリヴォイ(ru)という公がいたが、ブリヴォイはヴァリャーグと戦って敗れ、いずこかの島にあるビャルム(ru)という街へ逃れた。ヴァリャーグはスロヴェネ族に貢税を課した。次いで、スロヴェネ族はブリヴォイの子のゴストムィスル(ru)を公に招いた。ゴストムィスルはあらゆる敵を打ち破り、周囲の人々に貢税（ダーニ）を課し、スロヴェネ族の地を長期に渡って統治したという。
『原初年代記』には、860年代から870年代にかけて、スロヴェネ族を含む諸部族の間に内戦が起きていたことが記されている。通常、年代記ではこの内戦と「公の招聘伝説」とが関連付けて書かれている。公の招聘伝説とは、「スロヴェネ族、クリヴィチ族、チュヂ族、ヴェシ族らは内戦を収めるべく相談し、海の彼方のヴァリャーグのもとに、諸族を統治する公の派遣を要請した。このとき招かれた公の名をリューリクという」という主旨のものである。リューリクは後のリューリク朝の祖とされる人物である。

### 検証
考古学者は、イリメニ湖周辺の、5世紀から7世紀にかけての考古学的文化遺跡であるノヴゴロド丘群文化(ru)をスロヴェネ族によるものとみなしている。
また、スロヴェネ族の歴史に関する文書史料は乏しく、以下は部分的に考古学的検証に拠るが、ヴォルホフ川河口付近のリュブシャ要塞(ru)は、700年頃にスロヴェネ族によって、フィン・ウゴル系民族の木製の要塞の跡に建設された要塞である。770年代にはラドガ（現スタラヤ・ラドガ）に植民し、840年代まで、フィン系の部族との交易のためにガラス製のビーズを生産していた。また、780年代から830年代にかけて、ヴォルガ川を介して他民族との国際的な毛皮の交易を行っていた。（アラブの貨幣・ディルハムがスロヴェネ族の地から出土している）。さらに、明らかに、プロイセン、ポメラニア地方や、リューゲン島、ゴットランド島などの環バルト海地方とも関係を持っていた。830年代に、ラドガ湖周辺はヴァリャーグ（おそらくスウェーデンの人々）の襲撃を受けた。その後、バルト起源の様々な事物が出現した。850年代にはゴットランド島やスウェーデン地方との交易が増加した。
上記のリュブシャ要塞やラドガ以外のスロヴェネ族の居住地域に関していえば、8世紀から9世紀の初めにかけて、ヴォルホフ川の水源地近くに要塞化された都市（リューリクの城址(ru)）が建設された。この都市はおそらくノヴゴロドの前身となった都市であり、ノヴゴロド公の居城となった。また、イリメニ湖の南のルーサの建設は、集落跡の発見された地層に基づき、遅くとも9世紀末のことである。そして10世紀前半には、中世ルーシの政治・文化・交易の中心都市の1つとなるノヴゴロドが登場している。
さらに、V.セドフ(ru)の説によれば、気候の温暖化と伴って、7世紀から8世紀にかけてのスロヴェネ族の居住地域では、おそらく隣接するクリヴィチ族やフィン・ウゴル民族よりも早く農耕が発展した。集落の分布すなわち人口増加、ソプカ(ru)（円墳）の分布、上流階級層の墓地の登場、そして上記の貿易の発展や、ヴォルホフ川流域のリュブシャ要塞と都市（リューリクの城址）の登場は、スロヴェネ族の社会・経済の発展の過程を示している。また、V.セドフは、イリメニ湖南部やロヴァチ川流域における、スロヴェネ族とクリヴィチ族の同化の過程では、スロヴェネ族の文化や伝統が優勢であることを指摘している。
伝説上の公に関しては、V.タチシチェフ(ru)は、ウラジーミルの時代を6世紀のこととしているが、考古学的には、6世紀のスロヴェネ族の公国の証拠となるものは存在しない。とはいえ、5-7世紀の若干の遺跡から、イリメニ湖南部やヴォルガ川上流域への、最初のスラヴ民族の移住があったことは看取される。なお、5-7世紀のヴォルホフ川流域におけるスロヴェネ族の生活痕を示す遺跡は発見されていない。また、イズボル、ウラジーミル、ストルポスビャトの三人の兄弟の公の伝説は、キエフの創設に関するキー、シチェク、ホリフの三兄弟の伝説や、リューリク朝の祖リューリクとシネウス、トルヴォル(ru)の三兄弟の伝説などの、ルーシにおける三人の兄弟の登場する伝説に類似している。ゴストムィスルについては、歴史家は、おそらくゴストムィスルの伝説は西スラヴ民族を起源とするものであると指摘している。バルト地方のスラヴ人（ヴェンド人）の中に、844年に死亡したゴストムィスルという王がいたことが知られている。
10世紀にノヴゴロドが建設されると、スロヴェネ族は「ノヴゴロドの人々（новгородцы）」等と呼ばれるようになり、その土地はノヴゴロド・ゼムリャー(ru)の主幹部分となった。